# Operador Integral de Fourier
Na análise matemática, os operadores integrais de Fourier tornaram-se uma ferramenta importante na teoria das equações diferenciais parciais . A classe dos operadores integrais de Fourier contém operadores diferenciais, como também operadores integrais como classes especiais.
Um operador integral de Fourier {\displaystyle T} É dado por:
{\displaystyle (Tf)(x)=\int _{\mathbb {R} ^{n}}e^{2\pi i\Phi (x,\xi )}a(x,\xi ){\hat {f}}(\xi )\,d\xi }
Onde {\displaystyle {\hat {f}}} denota a transformada de Fourier de {\displaystyle f}, {\displaystyle a(x,\xi )} é um símbolo padrão que é compactamente suportado em {\displaystyle x}, e {\displaystyle \Phi } é real valorizado e homogêneo de grau {\displaystyle 1} no {\displaystyle \xi } . Também é necessário exigir que {\displaystyle \det \left({\frac {\partial ^{2}\Phi }{\partial x_{i}\,\partial \xi _{j}}}\right)\neq 0} com o apoio de a. Nessas condições, se a é de ordem zero, é possível mostrar que {\displaystyle T} define um operador limitado de {\displaystyle L^{2}} para {\displaystyle L^{2}} .

## Exemplos
Uma motivação para o estudo de operadores integrais de Fourier é o operador de solução para o problema de valor inicial para o operador de onda. Na verdade, considere o seguinte problema:
{\displaystyle {\frac {1}{c^{2}}}{\frac {\partial ^{2}u}{\partial t^{2}}}(t,x)=\Delta u(t,x)\quad \mathrm {for} \quad (t,x)\in \mathbb {R} ^{+}\times \mathbb {R} ^{n},}
e
{\displaystyle u(0,x)=0,\quad {\frac {\partial u}{\partial t}}(0,x)=f(x),\quad \mathrm {for} \quad f\in {\mathcal {S}}'(\mathbb {R} ^{n}).}
A solução desse problema é dada por
{\displaystyle u(t,x)={\frac {1}{(2\pi )^{n}}}\int {\frac {e^{i(\langle x,\xi \rangle +ct|\xi |)}}{2i|\xi |}}{\hat {f}}(\xi )\,d\xi -{\frac {1}{(2\pi )^{n}}}\int {\frac {e^{i(\langle x,\xi \rangle -ct|\xi |)}}{2i|\xi |}}{\hat {f}}(\xi )\,d\xi .}
Elas precisam ser interpretadas como integrais oscilatórias, uma vez que, em geral, não convergem. Isso formalmente se parece com a soma de dois operadores integrais de Fourier, no entanto, os coeficientes em cada uma das integrais não são suaves na origem e, portanto, não são símbolos padrão. Se cortarmos essa singularidade com uma função de corte, então os operadores assim obtidos ainda fornecem soluções para as funções suaves do módulo do problema do valor inicial. Assim, se estamos interessados apenas na propagação de singularidades dos dados iniciais, basta considerar tais operadores. Na verdade, se permitirmos que a velocidade do som c na equação de onda varie com a posição, ainda podemos encontrar um operador integral de Fourier que fornece funções suaves de módulo de solução, e os operadores integrais de Fourier fornecem uma ferramenta útil para estudar a propagação de singularidades de soluções para equações de onda de velocidade variável e, mais geralmente, para outras equações hiperbólicas.